# Patsy Sörensen
Patsy Sörensen (ur. 1 października 1952 w Antwerpii) – belgijska i flamandzka polityk, samorządowiec, od 1999 do 2004 deputowana do Parlamentu Europejskiego V kadencji.

## Życiorys
Z zawodu nauczycielka. Założyła w latach 80. organizację pozarządową Payoke. Zajmowała się problematyką prostytucji, handlu ludźmi i prawami kobiet. Była urzędnikiem miejskim, a w latach 1989–1999 radną Antwerpii. Działała we flamandzkiej Partii Socjalistycznej, ugrupowaniu zielonych Agalev, a następnie od 2004 w partii Vivant.
W wyborach w 1999 z listy flamandzkich zielonych uzyskała mandat posłanki do Parlamentu Europejskiego V kadencji. Należała do grupy zielonych, pracowała m.in. w Komisji Wolności i Praw Obywatelskich, Sprawiedliwości i Spraw Wewnętrznych. W PE zasiadała do 2004. Wycofała się później z działalności politycznej. W 2008 została członkinią grupy ekspertów UE ds. handlu ludźmi.